# Phyllodytes edelmoi
Espèce
Statut de conservation UICN

 DD  : Données insuffisantes
Phyllodytes edelmoi est une espèce d'amphibiens de la famille des Hylidae.

## Répartition
Cette espèce est endémique du Brésil. Elle se rencontre du niveau de la mer jusqu'à 650 m d'altitude à Flexeiras, à Murici, à Rio Largo et à Maceió en Alagoas et à Jaqueira au Pernambouc.

## Étymologie
Cette espèce  est nommée en l'honneur de Edelmo de Melo Gonçalves.

## Publication originale
- Peixoto, Caramaschi & Freire, 2003 : Two new species of Phyllodytes (Anura: Hylidae) from the state of Alagoas, northeastern Brazil. Herpetologica, vol. 59, no 2, p. 235-246 (texte intégral).